# Дик, Георг
Георг Дик (нем. Georg Dieck; 28 апреля 1847 Цешен — 21 октября 1925 Цешен) — немецкий энтомолог и ботаник.

## Биография
После обучения в средней школе в Наумбурге, изучал естественные науки в Йене, где был учеником и помощником Эрнста Геккеля. 
В 1870 году преподавал в Цешене в большом дендрарии, где культивировал более 6000 различных видов деревьев и кустарников. 
Кроме работы по поддержанию коллекций растений, Дик ездил в экспедиции в Скалистые горы (1888), на Кавказ (1891) и в Испанию (1892), где собирал жуков, растения и мхи. Дальнейшие поездки привели его во Францию, Италию и Сицилию, Марокко, Балканы, а также в Турцию. 
Написал много научных статей, с описаниями новых таксонов, и внедрил в культивацию несколько растений, в частности Ulmus pumila var. arborea из Туркестана.
Его коллекции хранятся в университете Мартина Лютера (Biozentrum, World Coleoptera), Национальном музее естествознания в Париже (турецкие чешуекрылые) и музее естествознания в Лондоне (турецкие чешуекрылые).
Георг Дик был членом Энтомологического общества Франции (фр. Société entomologique de France).

## Награды
В его честь названы несколько таксонов растений, в частности Brachythecium dieckii и Acer × dieckii.

## Публикации
- «Die Moor — und Alpenpflanzen (Eiszeitflora) des National-Arboretum u. Alpengartens Zöschen b. Мерзебург: und ihre Cultur». E. Каррас, Halle an der Saale, 1899